# Великосільська сільська рада
Великосільська сільська рада — орган місцевого самоврядування у Старосамбірському районі Львівської області. Адміністративний центр — село Великосілля.

## Загальні відомості
Великосільська сільська рада утворена в 1939 році. Водоймища на території, підпорядкованій даній раді: річка Лінинка.

## Населені пункти
Сільській раді підпорядковані населені пункти:
- с. Великосілля
- с. Потік
- с. Соснівка
- с. Тиха

## Склад ради
Рада складається з 16 депутатів та голови.

### Керівний склад попередніх скликань
| ПІБ                              | Основні відомості                                                                | Дата обрання | Дата звільнення |
| -------------------------------- | -------------------------------------------------------------------------------- | ------------ | --------------- |
| Струтинський Йосип Володимирович | Сільський голова, 1961 року народження, освіта вища, член Народного Руху України | 26.03.2006   | 31.10.2010      |
| Струтинський Йосип Володимирович | Сільський голова, 1961 року народження, освіта вища, член Народного Руху України | 31.10.2010   |                 |

Примітка: таблиця складена за даними джерела